# 크로노박터

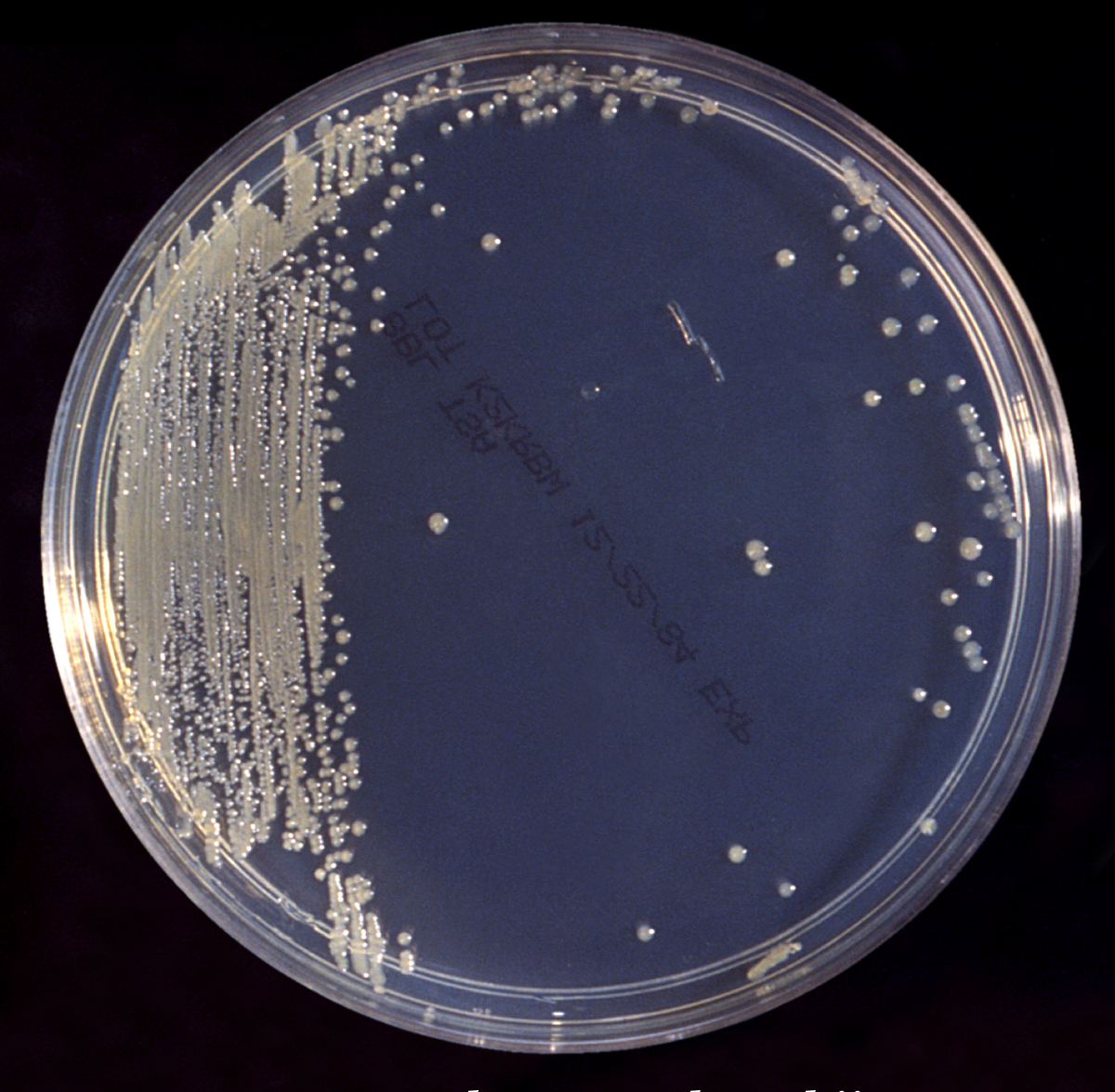
크로노박터 사카자키(Cronobacter sakazakii)

크로노박터(Cronobacter)는 장내세균과에 속하는 그람 음성, 통성 혐기성, 산화효소 음성, 카탈라아제 양성, 막대 모양 박테리아의 속이다. 몇몇 크로노박터 종은 건조에 저항성이 있고 분말 유아용 조제분유와 같은 건조 제품에 지속성이 있다. 이들은 일반적으로 운동성이 있고, 질산염을 감소시키며, 구연산염을 사용하고, 에스쿨린과 아르기닌을 가수분해하며, L-오르니틴 탈카르복실화에 양성 반응을 보인다. 산은 D-글루코스, D-수크로스, D-라피노스, D-멜리비오스, D-셀로비오스, D-만니톨, D-만노스, L-람노스, L-아라비노스, D-트레할로스, 갈락투로네이트 및 D-말토스로부터 생산된다. 또, 일반적으로 아세토인 생산(포게스-프로스카우어 실험)에서는 양성이고 메틸 레드 실험에서는 음성으로, 혼합산 발효보다는 2,3-뷰테인다이올을 나타낸다. 크로노박터속의 기준종은 "Cronobacter sakazakii Comb. nov"이다.